# Zdravstvena zaštita studenata u Srbiji
Zdravstvena zaštita studenata u Srbiji regulisana je kroz primarnu zdravstvenu zaštitu  studenta svih univerziteta i visokih škola u Srbiji u studentskim poliklinikama, zavodima i domovima zdravlja. Starosna granica za lečenje preko Zavoda za zdravstvenu zaštitu studenata je navršenih 26 godina, kada studenti gube pravo na zdravstveno osigurani po osnovu činjenice da studiraju (preko roditelјa, porodične penzije…), ili po prestanku studiranja.

## Istorija
Počeci organizovane zdravstvene zaštite studenata vezuju se za daleku školsku 1922/23. godinu, kada su anemije, tuberkuloza i malarija bile bolesti od kojih su, na osnovu pisanih dokumenta iz tog vremena, često bolovali tadašnji studenti. O zdravlju 6.000 studenata Univerziteta u Beogradu u Kraljevini Jugoslaviji brinula su 2 lekara  Dpk danas o zdravlju 120.000 studenata Univerziteta u Beogradu brine preko 170 zaposlenih medicinskih i drugih radnika Zavoda za zdravstvenu zaštitu studenata Beograd.
Prvi oblici organizovane zdravstvene zaštite studenatu u Srbiji pružani su stdenatimaa Univerziteta u Beogradu od 1931. godine. Odlukom Vlade (Narodne) Republike Srbije, 1948. godine, osnovana je Studentska poliklinika prvo u Beogradu koja je kasnije transformisana u Zavod za zdravstvenu zaštitu studenata. Sledilo je osnivanje Zavoda za zdravstvenu zaštitu u Novom Sadu i Nišu.
Začeci rada na zdravstvenoj zaštiti studenata u anovom Sadu poklapaju se sa osnivanjem prvih fakulteta 1954. godine. Osnivanjem Poljoprivrednog i Filozofskog fakulteta javila se potreba za organizovanjem zdravstvene zaštite studenata, pa je s kraja 1954. godine pri školskom dispanzeru U Novom Sadu počela da radi zdravstvena služba za studente, a 1955. godine osnobama je  Studentska poliklinika u Novom Sadu kao ogranak Studentske poliklinike Beogradskog Univerziteta. Kao samostalna radna organizacija pri Univerzitetu u Novom Sadu, Studentska poliklinika je osnovana odlukom Univerziteta u Novom Sadu marta 1961. godine.
U Nišu Zavod za zdravstvenu zaštitu studenata osnovan je 1960. godine, nakon što su u ovom gardu počeli da se osnivaju i rade prvi fakulteti.
Pružanjem materijalne pomoći studentima lošijeg zdravstvenog i imovnog stanja, organizovanjem oporavka studenata kao i odmora u turističkim centrima, na planinama i na moru, prvi je počelo da se bavi Zdravstveno-potporno udruženje studenata Beograda, osnovano još 1852. godine u okviru Velike škole, pod nazivom "Fond siromašnih đaka". Za odmor i oporavak studenata u Srbiji su osnivana i prva studentska oporavilišta na Zlatiboru i Avali, koja su počela da rade nakon Drugog svetskog rata 1948. godine.

## Organizacija
U skladu sa Zakonom o zdravstvenoj zaštiti u Srbiji se osnivaju Zavodi za zdravstvenu zaštitu studenata u kojima se obavlja zdravstvena zaštita studenata i organizuje preventivna i kurativna zdravstvena zaštita iz oblasti opšte medicine, stomatologije, ginekologije, laboratorijske i druge dijagnostike i terapije za potrebe studenata. U zavodu za zdravstvenu zaštitu studenata može se studentima pružti i specijalističko-konsultativne usluge, kao i stacionarna zdravstvena  nega.
U pogledu dostupnosti zdravstvene delatnosti i zdravstvene zaštite, studentima, nezavisno od njihovog imovinskog stanja, verske i nacionalne pripadnosti i mesta prebivališta ili boravišta, odnosno školovanja, obezbeđuju se približno isti uslovi na celoj teritoriji Republike Srbije. U to  smislu zdravstvena zaštita studenata, prema potrebi može se obezbediti i u domu zdravlja.
Primarna zdravstvena zaštita
Svi studenti Univerziteta u Srbiji do navršene 26. godine ili do završetka studija mogu da koriste usluge ustanova primarne zdravstvene namenjne primarno za studente (ali i zainteresovani građane za vanstandardne usluge).
Usluge zdravstvene zaštite u studenstskim zdravstvenim ustanovama pre svega su orijentisana na prevenciju bolesti i promociju zdravlja.
U ovim ustanovama studenti mogu, na nivou primarne i delimično sekundarne zdravstvene zaštite da obave preglede kod:
- lekara opšte medicine ili specijaliste opšte medicine
- spec. ginekologije i akušerstva
- spec. interne medicine
- spec. dermatovenerologije
- spec. oftalmologije
- spec. ORL (uho, grlo, nos)
- spec. sportske medicine
- spec. fizijatrije
- spec. psihijatrije
- spec. epidemiologije
- psihologa
- stomatologa

Kao i da koriste usluge laboratorijske dijagnostike, ili zatraže i prime usluge psihologa. UJsluge psihologa student mogu da zatraže ako se suočavaju sa teškoćama prilagođavanja u novoj sredini, učenja, problemima sa roditeljima, prijateljima i partnerskim odnosima, ako osećaju usamljenost, nedostatak samopouzdanja, strah, tremu, teškoće sa spavanjem, apetitom, strah od ispita ili se jednostavno osećate drugačije nego obično.
Sistematski pregledi
Sistematski pregled studenata prve i treće godine studija je zakonska obaveza, izuzetno važna za studente kako bi pravovremeno bili upoznati sa stanju sopstvenog zdravlja i upoznali se sa mogućnostima kako da ga očuvaju, unaprede i/ili započne pravopremeno  lečenje u slučaju potrebe.
Usluge izdavanja uverenja
Svi zainteresovani studenti i građani mogu da koriste i vanstandardne usluge u studenstskim zdravstvenim ustanova, kao što su izdavanje:
- lekarskih uverenja za useljenja u studentske domove
- lekarskih uverenja za upis na fakultete, master i doktorske studije
- lekarskih uverenja za zasnivanje radnog odnosa
- lekarskih uverenja za sportske aktivnosti
- lekarskih uverenja za putovanja u inostranstvo (samo za studente do 26 godina)
- lekarskih uverenja za vozače A i B kategorije i dr.

## Ustanove
| Grad               | Ustanova                                        | Organizacione jedinica | Adresa                                                                        |
| ------------------ | ----------------------------------------------- | --- | ----------------------------------------------------------------------------- |
| Beograd            | Zavod za zdravstvenu zaštitu studenata Beograd  | - Zavod za zdravstvenu zaštitu studenata - Stacionar - Zdravstvena ambulanta u Studentskom gradu - Zdravstvena ambulanda u SD Karaburma | - Krunska 57 - Prote Mateje 29 - I Blok, Tošin bunar 143 - Mije Kovačevića 7b |
| Novi Sada          | Zavod za zdravstvenu zaštitu studenata Novi Sad | | - Dr Sime Miloševića 6                                                        |
| Subotica           | Dom zdravlja Subotica                           | - Studentska ambulanta u okviru studentskog doma „Bosa Milićević“                                                                       | - Marije Vojnić Tošinice 7                                                    |
| Sombor             | Dom zdravlja „Dr Đorđe Lazić“ Sombor            | - Služba opšte medicine sa centrom za preventivne usluge                                                                                | - Mirna 3                                                                     |
| Zrenjanin          | Dom zdravlja Zrenjanin                          | - Studentsko- učenička ambulanta u okviru studentskog doma „Mihajlo Predić dr Miša“                                                     | - Gundulićeva 19                                                              |
| Niš                | Zavod za zdravstvenu zaštitu studenata Niš      | - Zdravstvena jedinica Katićeva - Zdravstvena jedinica Bulevar                                                                          | - Katićeva 29 - Bulevar dr Zorana Đinđića 52a                                 |
| Kragujevac         | Dom zdravlja Kragujevac                         | | Kralja Milutina 1                                                             |
| Kosovska Mitrovica | Zavod za zaštitu zdravlja studenata             | | Džona Kenedija 6                                                              |
| Novi Pazar         | Dom zdravlja Novi Pazar                         | | Generala Živkovića 1                                                          |

## Šta pokriva obavezno zdravstveno osiguranje studenata?
- lekove na recept sa Liste lekova koja se izdaje na teret RFZO;
- lekove koji se daju pacijentima u ustanovama;
- osnovne i specijalističke preglede;
- laboratorijske analize;
- snimanje na rendgenu, ultrazvuku, skeneru, magnetnoj rezonanci, gama nožu;
- operacije, ugradnje stentova, pejsmejkera;
- dijalize bubrežnih bolesnika;
- ugradni i potrošni sanitetski materijal, ishranu i energente za lečenje u bolnicama;
- vakcine;
- stomatološke usluge;
- dva pokušaja vantelesne oplodnje;
- ortopedska i invalidska pomagala prema pravilniku;
- troškove bolovanja dužeg od 30 dana;
- upućivanje u banju na rehabilitaciju;
- upućivanje na lečenje u inostranstvo prema pravilniku i indikacijama.[3]

## Zdravstvena zaštita studenata iz Republike Srpske u Srbiji
Osiguranici koji borave u Republici Srbiji dok su na školovanju (studenti) imaju pravo da na teret sredstava obaveznog zdravstvenog osiguranja Republike Srpske koriste hitnu zdravstvenu zaštitu, odnosno zdravstvene usluge koje se ne mogu odložiti a da život i zdravlje lica ne budu ugroženi, što je navedeno i na obrascu BIH/SRB 111  koji student dobija u nadležnoj poslovnici Fonda zdravstvenog osiguranja RS, a obrazac se izdaje za period trajanja školske godine.

## Spoljašnje veze
- ZAKON O ZDRAVSTVENOJ ZAŠTITI ("Sl. glasnik RS", br. 107/2005, 72/2009 - dr. zakon, 88/2010, 99/2010, 57/2011, 119/2012, 45/2013 - dr. zakon i 93/2014) Архивирано на веб-сајту  (1. август 2023)